# ویلم هسلینک
ویلم فردریک هسلینک متولد ۸ فوریه ۱۸۷۸ در آرنهم هلند و در گذشته ۱ دسامبر ۱۹۷۳ در بنکوم هلند بازیکن، مربی و دومین رئیس باشگاه فوتبال بایرن مونیخ بوده‌است.

## زندگی‌نامه
هسلینک در روز ۸ فوریه ۱۸۷۸ در آرنهم متولد شد. او در سال ۱۸۹۲ در حالیکه فقط ۱۴ سال سن داشت به همراه چند تن دیگر باشگاه محلی ویتسه آرنهم را تأسیس کرد. او به تیم دن هاگ پیوست و موفق شد در سال‌های طلایی این باشگاه چند بار قهرمان کشور هلند شود. او به خاطر کلاه آبی رنگ و شوت‌های سهمگینش معروف بود.
او در سال ۱۹۰۲ برای تحصیل در دانشگاه لودویگ ماکسیمیلیانز راهی مونیخ شد و در اونجا بدنبال تیم فوتبال می‌گشت و سپس به تیم تازه تأسیس بایرن مونیخ پیوست. او اولین بازیکن خارجی تاریخ بایرن نام گرفت و او در پست مهاجم برای بایرن توپ می‌زد. بایرن در آن سال‌های اولیه به سرعت در حال پیشرفت بود. هسلینک در سال ۱۹۰۳ مربی تیم جوانان شد و در همان سال پس از اینکه فرانتس جان، مؤسس بایرن، مونیخ را ترک کرد او به عنوان دومین رئیس باشگاه انتخاب شد. او و فرانتس بکن باوئر تنها افرادی در تاریخ بایرن هستند که در سه پست ریاست، مربیگری و بازیکن در بایرن فعالیت کرده‌اند ولی تفاوت هسلینک این بود که هر سه پست را هم‌زمان در اختیار داشت! در دوره حضور وی در مونیخ بایرن سه بار متوالی در سال‌های ۱۹۰۴ , ۱۹۰۵ و ۱۹۰۶ قهرمان لیگ محلی باواریا شد و در دوره حضور وی تصویب شد که پیراهن باشگاه قرمز باشد. او در سال ۱۹۰۵ در دومین بازی تاریخ تیم ملی هلند برای کشورش به میدان رفت و موفق شد برای کشورش یک گل به ثمر برساند
او از نظر علمی هم شخصی ممتاز شمرده می‌شد. او در سال ۱۹۰۴ دکترای شیمی خود را بدست آورد و اندکی بعد دکترای فلسفه خود را نیز بدست آورد. او سال ۱۹۰۶ مونیخ را ترک کرد و به هلند برگشت و در آنجا مرکز پزشکی قانونی تأسیس کرد تا بتواند به حل پرونده‌های جنایی کمک کند. او به فوتبالش در ویتسه آرنهم ادامه داد ولی موفق نشد به همراه این تیم قهرمان هلند شود.
باشگاه بایرن مونیخ تحت ریاست وی در سال‌های ۱۹۰۴ و ۱۹۰۵ و ۱۹۰۶ قهرمان لیگ محلی باواریا شد. وی در ۱ دسامبر ۱۹۷۳ در بنکوم در گذشت.